# Lonatura delongi
Lonatura delongi är en insektsart som beskrevs av Kramer 1976. Lonatura delongi ingår i släktet Lonatura och familjen dvärgstritar. Inga underarter finns listade i Catalogue of Life.